# 盧在洙
盧 在洙（ノ・ジェス、노재수、1963年 - ）は、日本の教育ベンチャー企業経営者、教育者、著作家、哲学者。NRグループ会長、NR JAPAN株式会社代表取締役。21世紀の悟り人、nTech創始者、令和哲学者。

## 概要
（この節の出典：）
人間に眠っている最高の尊厳機能を使えるようにするデジタル認識技術nTechの創始者であり令和哲学者。急速にAIが進化する中、「純度100%の心の動き」を発見しDefineすることで、人間の認識方式をアナログ認識からデジタル認識へ転換する認識技術を開発し完成させる。
近代文明において、お金の論理に支配される経済成長発展モデルの大前提に疑問を投げかけ、人間の尊厳を活性化する「文化成長発展モデル」を提案し、新しい価値プラットフォームの創建に28年間挑み続けている。
科学技術の次の未来技術といえる汎用性無限大のnTechにより、本来の自分を正しく認識できず、歪曲された苦しい自分の思い込み状態を認識疾患と規定。デジタル認識技術を活用することで、ブレーキである「脳機能」とアクセルである「心機能」を同時に踏みこんでいる根本原因から認識を治癒させ、心感覚でいつもスッキリワクワクの幸せ・成功状態、AI時代の究極の健康な生き方を案内する。
世界で一番日本に恋忍び、日本こそが心時代・PU(パーソナルユニバース)時代を切り拓く唯一の希望であると、人生を掛けて「日本文明の心アモール・ファティ」を発信し続けている。
著書:『認識革命』『感動革命(上・下)』『観術で生かす日本の和心』『宇宙一美しい奇跡の数式 0=∞=1』『心感覚』『Personal Universe』他多数。

## 人物・経歴
（この節の出典：）
- 1963年：韓国大邱生まれ。嶺南大学環境大学院環境工学科卒業。
- 1995年：来日
- 1996年：福岡で0＝∞＝1を発見。日本から心時代を創建することを決断。
- 2001年：セミナーを通した人材育成を開始
- 2002年：Together for Peace Power立ち上げ
- 2003年：10.7Peace Renaissance立ち上げ
- 2005年：HITOTSU学公開講座（ - 2018年/全144回）、著書「認識革命」発刊
- 2006年：21世紀教育ルネッサンス（ - 2007年/全8回）
- 2007年：AI時代の認識技術-nTechを提供するNR JAPAN株式会社 設立
- 2008年：第1期JAPAN MISSION PROJECT（ - 2011年）
- 2011年：日韓Vision同盟発足
- 2013年：Dream和Project 尊厳宣言
- 2016年：第2期JAPAN MISSION PROJECT (全10回)
- 2019年：令和哲学者としての活動を決意、Re・Riseフェスティバル（ - 2020年/全6回）
- 2020年
  - ポストコロナ復興プロジェクト発足
  - 日本最大級哲学プラットフォーム 令和哲学カフェ スタート
- 2021年：世界で初めて世界基軸教育を提唱する日本発Dignity2.0国際カンファレンス 第1回開催（以降毎秋開催）
- 2022年：認識技術及び世界基軸教育に関する研究に対する助成及び奨励事業を行うNohJesu認識技術財団を設立
- 2023年
  - デジタル認識が世界を変えるアモール・ファティ祭始動
  - 全国29都道府県でBest Beingの生き方を公開する 尊厳ロマリアプロジェクト beyond AI 未来創造Festival 始動

## 著書
- 『認識革命 日本から始まる黄金時代』ピースプロダクション,2005
- 『感動革命 上・下 ミッションとの出会い』ピースプロダクション,2006
- 『コミュニケーション革命 人間力と組織力を進化させる』ピースプロダクション,2006
- 『学校革命 教育のパラダイム転換』ピースプロダクション,2006
- 『国家革命 フィールド国家が時代を変える』ピースプロダクション,2008
- 『観術で聖徳太子「十七条憲法」を生かす』ピースプロダクション,2011
- 『観術で生かす日本の和心』ピースプロダクション,2012
- 『認識革命 イメージ言語の提案』ピースプロダクション,2016
- 『宇宙一美しい奇跡の数式』きこ書房,2016
- 英語版『The Most Beautiful Equation in the Universe 0=∞=1』Waterside Productions,2021
- 『心感覚』イースト・プレス,2021
- 『Personal Universe パーソナルユニバース 心半導体への進化』イースト・プレス,2022
- 『これからの生き方 BEST BEING』NR出版,2023

## 監修
- ドナ・ヒックス『Dignity』幻冬舎、2020